# Владимировка (Иркутская область)
Влади́мировка — деревня в Тулунском районе Иркутской области России. Административный центр Владимирского муниципального образования.

## География
Деревня находится на расстоянии примерно 47 км к югу от города Тулун, административного центра района.

## Население
| 2002 | 2010 | 2011 | 2012 |
| ---- | ---- | ---- | ---- |
| 585  | ↗605 | ↘603 | ↘594 |

### Половой состав
По данным Всероссийской переписи населения 2010 года, в деревне проживало 605 человек (301 мужчина и 304 женщины).